# Accoltellamento della sinagoga di Tel Aviv del 2015
Il 19 novembre 2015, un attentatore si avvicinò all'ingresso di una sinagoga di Tel Aviv durante la preghiera e accoltellò e uccise 2 fedeli. L'aggressore venne arrestato.

## L'attentato
L'attentatore si avvicinò all'ingresso della sala di preghiera informale situata in un edificio a sud di Tel Aviv durante le preghiere pomeridiane. I fedeli all'interno della sinagoga si resero conto dell'attentato quando un uomo coperto di sangue entrò barcollando nella stanza e qualcuno gridò: "C'è un terrorista". Alcuni fedeli assistettero il ferito mentre altri si precipitarono a chiudere la porta, appoggiandosi ad essa per impedire all'aggressore di entrare. Quando il terrorista smise di tentare di spingere la porta aperta, si precipitarono fuori con armi di fortuna per cercare di bloccarlo.

## Contesto
Questo attacco scioccò Israele, arrivando dopo un periodo di calma, senza attacchi terroristici. Secondo l'organizzazione non governativa ebraica ADL, fu "il giorno più sanguinoso in Israele dall'inizio dell'ultimo ciclo di violenze palestinesi a settembre".
Questo fu il primo attacco effettuato da un palestinese che aveva superato con successo il processo di controllo di sicurezza e che aveva ottenuto un permesso per lavorare in Israele.

### Impatto
Il Coordinatore delle attività governative nei Territori di Israele rispose sospendendo 1 200 permessi di ingresso in Israele, per i palestinesi dell'area di Hebron.

### Vittime[9][10][11][12]
- Aharon Yesiab (Yesayev), 32 anni;
- Reuven Aviram, 51 anni.

### Attentatore
L'attentatore, Raid Halil bin Mahmoud, 36 anni, padre di 5 figli, fu arrestato e identificato come arabo della città di Dura. Di recente gli era stato concesso un permesso per lavorare in un ristorante di Tel Aviv, ma disse alle autorità che il suo scopo nell'ottenere il permesso era quello di uccidere gli ebrei. All'attentatore era stato concesso il permesso di lavoro che gli permetteva di entrare in Israele solo 4 giorni prima di commettere l'attentato. L'aggressore fu incriminato per omicidio il 13 dicembre 2015.

## Reazioni
Hamas dichiarò: "Accogliamo con favore l'eroica operazione a Tel Aviv che ha ucciso due persone... Chiediamo ai palestinesi di continuare tali attività".
La madre dell'attentatore dichiarò: "Mio figlio è motivo di orgoglio per Hebron e per la Palestina".
Il governo israeliano demolì la casa dell'attentatore in Cisgiordania in risposta all'attentato.